# Ewelina Sieczka
Ewelina Weronika Sieczka Brzezińska (Sosnowiec, 26 gennaio 1988) è una pallavolista polacca.
Gioca nel ruolo di schiacciatrice nel Kalisz.

## Carriera

### Club
La carriera di Ewelina Sieczka inizia nel 2006, tra le file del Dąbrowa Górnicza di Dąbrowa Górnicza, dove resta per quattro stagioni, senza però vincere alcun trofeo.
Nella stagione 2010-11 viene ingaggiata dal Trefl Sopot di Sopot con cui perde la finale scudetto contro il Muszynianka. La stagione successiva, con il nome della formazione cambiato in Atom Trefl Sopot, dopo la sconfitta in Coppa di Polonia, conquista il suo primo Campionato.
Nell'annata 2012-13 viene ingaggiata dal BKS di Bielsko-Biała, mentre in quella successiva si trasferisce nell'Impel di Breslavia, cambiando nuovamente squadra anche nella stagione 2014-15, quando va a giocare nel Budowlani Łódź dove resta per un biennio prima di far ritorno al BKS per l'annata 2016-17.
Dopo un nuovo cambio di casacca nella stagione 2017-18, che la porta a vestire la casacca del Trefl Proxima Kraków, nell'annata seguente fa la propria prima esperienza all'estero, accordandosi con le italiane del Marsala in Serie A2; l'esperienza siciliana si conclude anzitenpo con il rientro in patria dell'atleta già nel gennaio 2019, che disputa la seconda parte della Liga Siatkówki Kobiet con il Kalisz.

## Palmarès

### Club
- Campionato polacco: 1

2011-12

### Nazionale (competizioni minori)
- XXV Universiade